# O Recorde de Jan Fabre

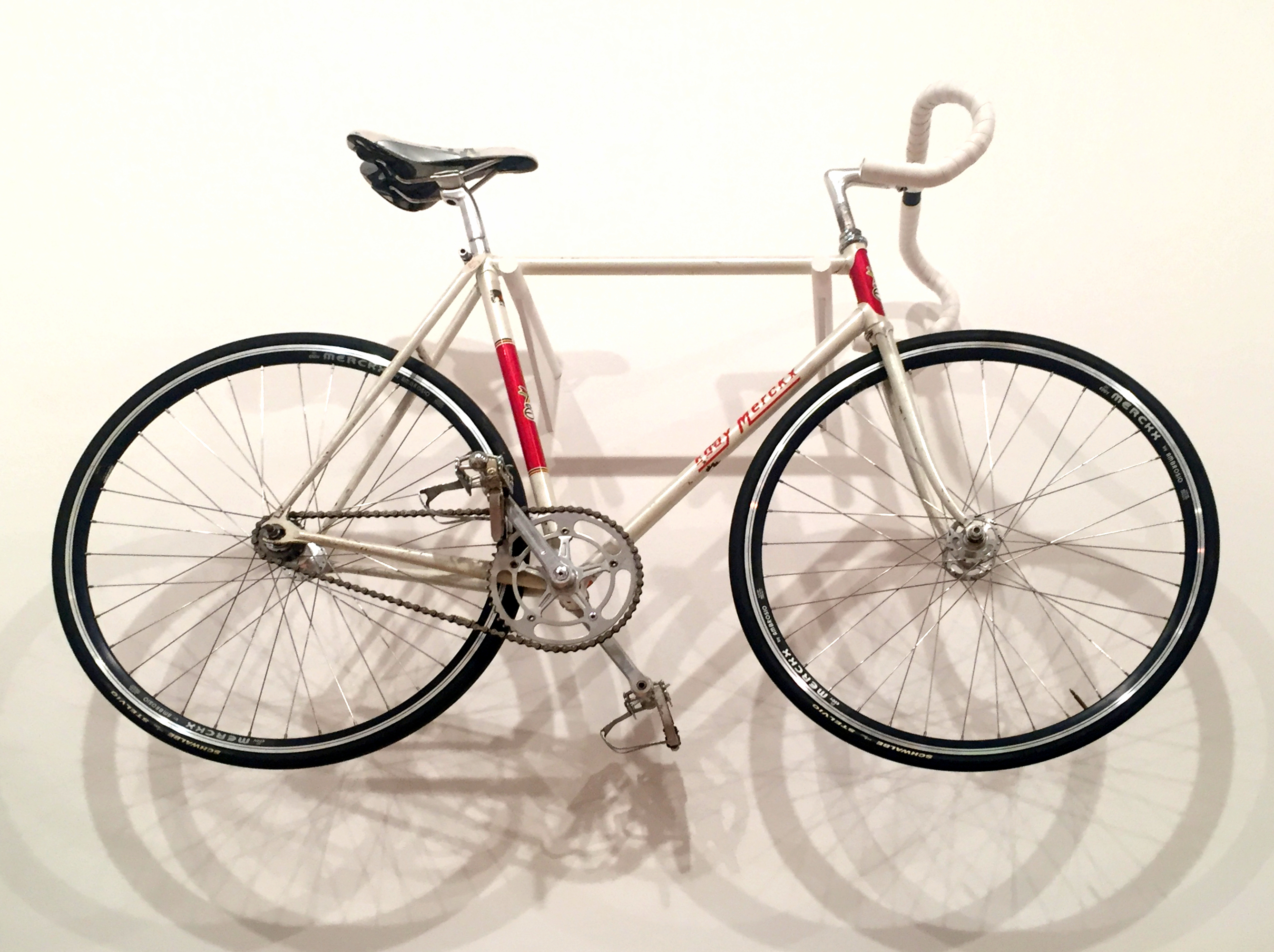
A bicicleta utilizada por Jan Fabre, de marca Eddy Merckx Cycles

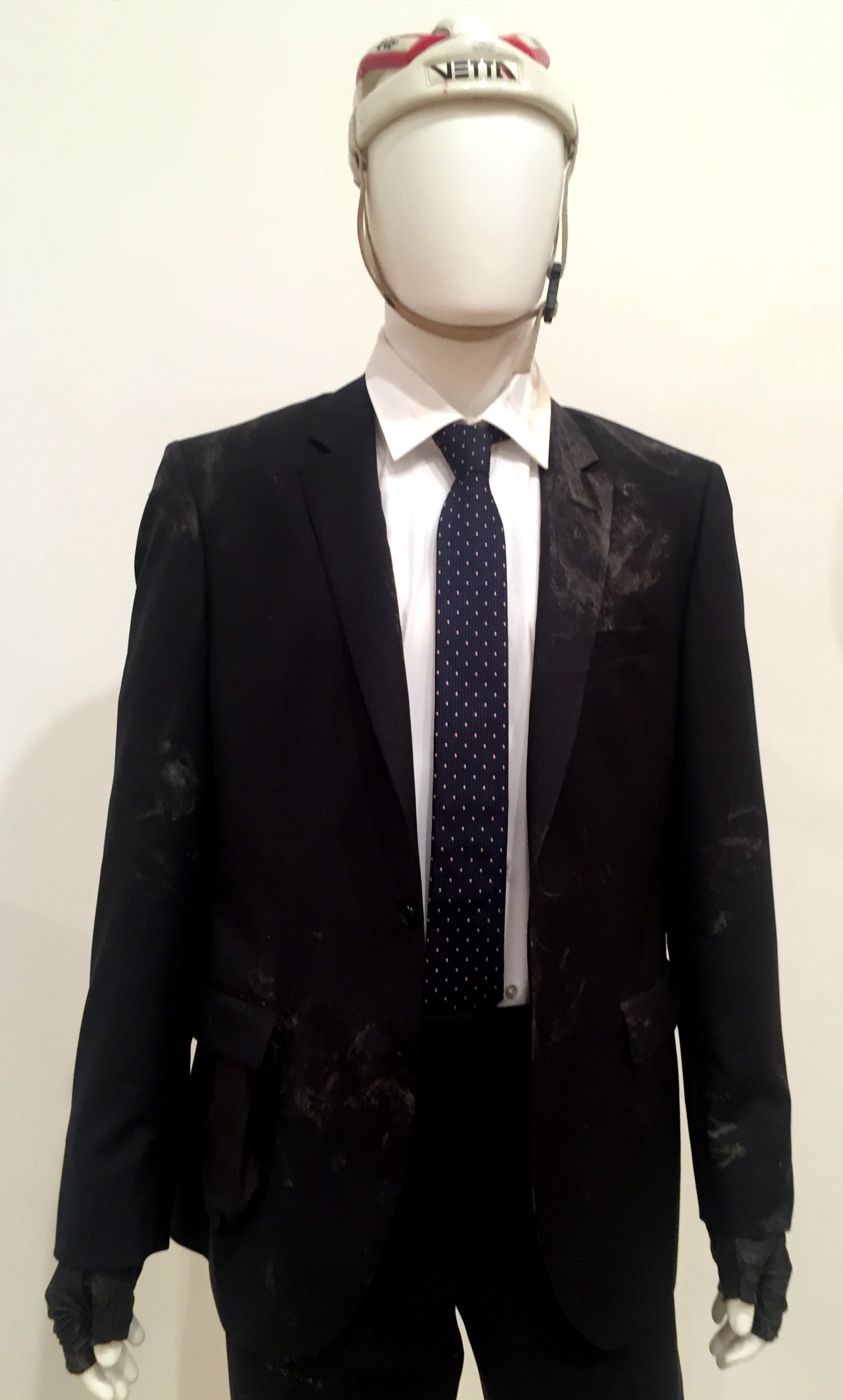
A vestimenta de Jan Fabre durante a sua tentativa

O Recorde de Jan Fabre, titulado em realidade Uma tentativa de não bater o recorde do mundo da hora estabelecida por Eddy Merckx no México em 1972 (ou como ficar um anão no país dos gigantes) é uma atuação artística do artista belga Jan Fabre que se desenvolveu em 29 de setembro de 2016 no Velódromo Georges Préveral no Parque da Tête d'Or em Lyon na França.
O objeto da apresentação era para a artista de conseguir de não bater o recorde da hora ciclista estabelecido em 1972 por Eddy Merckx no México (49,431 km numa hora. Jan Fabre tem conseguido o seu repto, na qual cobriu 22,8 km numa hora.

## Apresentação
Vários campeões ciclistas estavam presentes para presenciar a apresentação artística: o próprio recordista, Eddy Merckx, Raymond Poulidor ou ainda Jean-Christophe Péraud. A performance estava comentada por Daniel Mangeas. O jornalista Ruben Van Gucht esteve presente durante a prestação.
Incluída no guião sobre a façanha, relacionada com a alcunha de Eddy Merckx (« o canibal »), Jan Fabre comeu carne crua ao longo da hora de carreira. Durando a última volta fumou um cigarro.
Thierry Raspail, director do museu de arte contemporânea de Lyon que se aprestava então a acolher a retrospectiva Stigmata - actions & performances 1976-2016 consagrada em Jan Fabre, estava igualmente presente.